# Tricimba calcarula
Tricimba calcarula är en tvåvingeart som beskrevs av Ismay 1993. Tricimba calcarula ingår i släktet Tricimba och familjen fritflugor. Inga underarter finns listade i Catalogue of Life.